# За заслуги перед містом (Кривий Ріг)
Знак «За заслуги перед містом» — нагорода Криворізької міської ради громадянам на знак визнання їхніх видатних заслуг перед Кривим Рогом та заохочення їхньої діяльності. Вручається з 2005 року.

## Історія
Нагорода заснована в період керівництва Криворізькою міською радою Юрія Любоненка. У 2005 році нагороду затверджено в сучасному вигляді. Цим рішенням анульовано рішення від 2000 року і всі нагороди, видані в період з березня 2000 по лютий 2005 року, прирівняні до нагороди «За заслуги перед містом» III ступеня.

## Знаки
| I ступінь | II ступінь | III ступінь |
| --------- | ---------- | ----------- |
|           |            |             |
|           |            |             |

## Статут
Знак «За заслуги перед містом» — друга за значущістю. муніципальна нагорода Кривого Рогу після почесного звання «Почесний громадянин Кривого Рогу». Молодші нагороди за рівнем зменшення — почесна грамота і грамота Криворізької міської ради.
Номінантами на вручення почесного знака можуть бути як жителі міста, так і громадяни інших держав і міст України.
Обґрунтуванням до вручення нагрудного знака «За заслуги перед містом» є: значний особистий внесок в економічну, науково-технічну, соціально-культурну, військову, громадську та інші сфери діяльності та заслуги перед жителями, сприяння становленню та розвитку Кривого Рогу; багаторічну сумлінну працю, активну громадську та благодійну діяльність; самовідданість в екстремальних ситуаціях при захисті майна територіальної громади та об'єктів життєзабезпечення міста; досягнення видатних успіхів у навчанні та вихованні молодого покоління. Так само нагорода вручається з нагоди професійних свят, ювілейних, пам'ятних та інших знаменних дат і подій.
Вручення нагрудного знака проводиться главою Кривого Рогу або одним із членів виконкому Криворізької міської ради за його дорученням в урочистих умовах з публічним висвітленням події.
Нагорода має три ступені, найвищим з яких є перший. Нагородження відбувається послідовно — знаками III, II, I ступеня і, як правило, здійснюється не раніше, ніж через три роки після останнього нагородження. Нагороджені знаком I ступеня є кавалерами нагороди виконкому Криворізької міської ради — нагрудного знака «За заслуги перед містом». Станом на березень 2015 було 209 повних кавалерів цієї нагороди.